# Élections législatives guinéennes de 1963
Les élections législatives guinéennes de 1963 se déroulent le 28 septembre 1963 afin de renouveler les 75 membres de l'Assemblée nationale de la Guinée.
Il s'agit des premières législatives organisée depuis l'indépendance du pays le 2 octobre 1958. La Guinée étant depuis un régime à parti unique sous l'égide du Parti démocratique de Guinée-Rassemblement démocratique africain d'Ahmed Sékou Touré, le « Parti de masse » remporte l'intégralité des sièges. Le multipartisme pour les élections de l'assemblée ne sera rétabli en Guinée que 32 ans plus tard lors des élections législatives de 1995,.